# فجوة عصارية

بنية خلية نباتية

بنية خلية حيوانية

الفجوة  أو الفجوة العصارية (بالإنجليزية: Vacuole)‏ هي عضية خلوية غشائية تتواجد في جميع الخلايا النباتية والفطرية وبعض الطلائعيات والحيوانات والبكتيريا. الحويصلات هي أحياز مغلقة أساسية مملوؤة بالماء وتحتوي على جزيئات عضوية وغير عضوية منها الإنزيمات، في بعض الأحيان يمكن أن تحتوي على مواد صلبة تم ابتلاعها. تتشكل الفجوات من اندماج العديد من الحويصلات وهي مجرد هيئة كبيرة فعالة من هذه الحويصلات. لا تملك العضية شكلا أو حجما محددا وتختلف بنيتها تبعا لاحتياجات الخلية.

## الاكتشاف
لوحظت الفجوات المنقبضة لأول مرة سنة 1776 بواسطة لادزارو سبالانساني في الكائنات الأولية، رغم الاعتقاد خطاً بأنها عضيات تنفسية. سمى فيليكس دوجاردن هذه الفجوات «بالنجوم» سنة 1842 وطبق ماتياس شلايدن المصطلح على الخلايا النباتية لتمييز هذه العضية التي تحوي عصارة خلوية عن باقي البروتوبلازم.
في سنة 1885 سمى دي فريس غشاء الفجوة بالتونوبلاست (tonoplast).

## وظيفة
تختلف وظيفة وأهمية الفجوات بشكل كبير تبعا لنوع الخلية التي تتواجد فيها، فهي ذات أهمية كبيرة في خلايا النبات والفطريات وبعض الطلائعيات وبدرجة أقل لدى خلايا الحيوانات والبكتيريا. وظائف الفجوات بشكل عام هي:
- عزل المواد التي يمكن أن تكون ضارة للخلية.
- احتواء وتصريف الفضلات.
- تحتوي على الماء في الخلايا النباتية.
- الحفاظ على الضغط الهيدروستاتي أو ضغط الامتلاء بالخلية.
- الحفاظ على أس هيدروجيني محايد.
- تحتوي على جزيئات صغيرة.
- إخراج المواد غير المرغوب بها خارج الخلية.
- تسمح للنباتات باتخاذ بنى معينة مثل الأوراق والورود بسبب ضغط الفجوة المركزية.
- بزيادة حجمها، تسمح للنبتة المنتشة أو أعضائها (كالأوراق) بالنمو بسرعة باستخدام الماء فقط تقريبا.[10]
- في البذور، البروتينات المطلوبة من أجل الإنتاش مخزنة في «أجسام بروتينة» وهي فجوات معدَّلة.[11]

تلعب الحويصلات كذلك دورا مهما في الالتهام الذاتي محافِظةً على التوازن بين تخليق (إنتاج) وتحليل (تفكيك) العديد من المواد والعضيات الخلوية لدى بعض الكائنات. تساعد الفجوات في انحلال وإعادة تدوير البروتينات المتطوية بشكل خاطئ التي تتراكم في الخلية. واقترح توماس بولر وآخرون  أن الفجوة تشارك في تدمير البكتيريا الغازية للجسد، واقترح روبرت ميلور أن العضيات محددة الشكل لها دور في استضافة البكتيريا المتعايشة. للفجوات لدى الطلائعيات وظيفة إضافية هي ادخار المواد المغذية التي امتُصت من قبل الكائن والمساعدة في عملية إدراة الفضلات الهضمية في الخلية.
من الممكن أن تكون الفجوة تطورت عدة مرات بشكل مستقل، حتى لدى النباتات الخضراء.

## البكتيريا
توجد حويصلات كبيرة في ثلاث أجناس من بكتيريا الخضربيات الخيطية: ثيوبلوكا، بيجياتو ولؤلؤة الكبريت. العصارة الخلوية منخفضة جدا لدى هذه الأجناس الثلاثة ويمكن للفجوة أن تشغل بين 40-98% من حجم الخلية. تحتوي الفجوة على تراكيز عالية من أيونات النترات ولهذا يعتقد أنها عضية تخزين.
الحويصلات الغازية والتي تكون قابلة لنفاذ الغاز دون الماء، متواجدة لدى بعض أنواع البكتيريا الزرقاء وتسمح للبكتريا بالتحكم في طفوها.

## النباتات

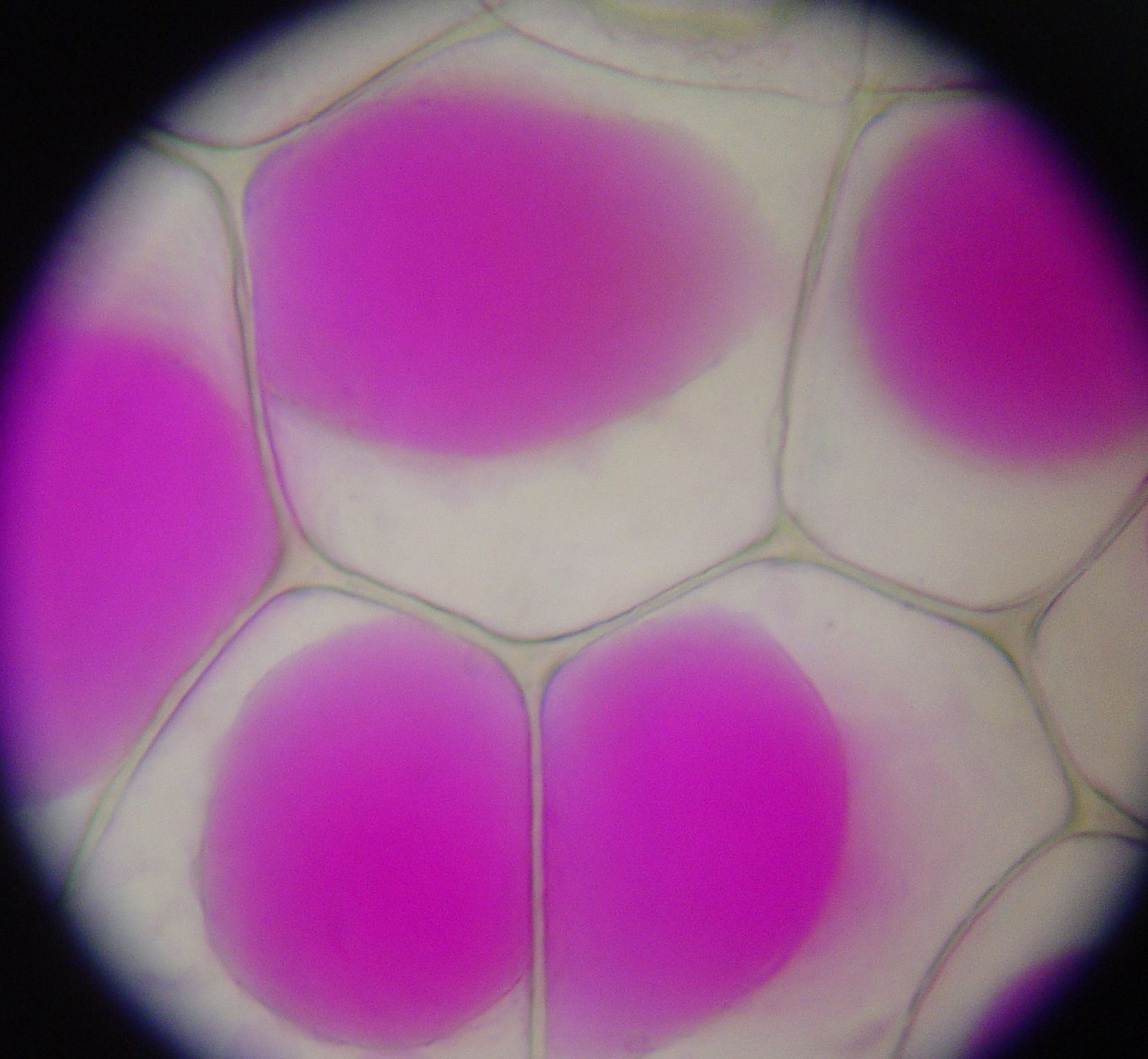
فجوات مخزِّنة للأنثوسيانين في خلايا تعرضت للبلزمة لدى رويا سباثسيا وهو نوع من النباتات العنكبوتية.

تملك معظم الخلايا النباتية الناضجة فجوة كبيرة تشغل ما يزيد عن 30% من حجم الخلية، والتي يمكنها أن تشغل حجما يصل إلى 80% لدى بعض الأنواع من الخلايا تحت شروط معينة. عادة ما تتخلل خيوط من السيتوبلازم هذه الفجوة.
الفجوة محاطة بغشاء يسمى الغشاء الفجوي (تونوبلاست) مملوء بعصارة الخلية. غشاء الفجوة هو الغشاء السيتوبلازمي المحيط بالفجوة الذي يفصل مكوناتها عن سيتوبلازم الخلية، ووظيفته تنظيم حركة الأيونات داخل الخلية وعزل المواد التي يمكن أن تكون ضارة أو مهددة للخلية.
نقل البروتونات من العصارة الخلوية إلى الفجوة يساهم في استقرار أس الخلية الهيدروجيني، بينما يجعل داخل الفجوة حمضيا أكثر ما يشكل قوة دفع البروتون التي تستخدمها الخلية في نقل المغذيات من وإلى الفجوة. يسمح أس الفجوة الهيدروجيني المنخفض للإنزيمات المحللة بالنشاط. رغم أن الفجوات الأحادية الكبيرة هي الأكثر شيوعا إلا أن حجمها وعددها قد يختلف تبعا لنوع النسيج ومراحل نموه، على سبيل المثال تحتوي خلايا البارض التي في طور النمو على حويصلات صغيرة لم تتطور بعد لفجوة وتملك خلايا الكامبيوم الوعائي العديد من الفجوات الصغيرة في الشتاء وواحدة كبيرة في الصيف.
فضلا عن التخزين، الدور الأساسي للفجوة المركزية هو المحافظة على ضغط الامتلاء ضد جدار الخلية. تتحكم البروتينات الموجودة في الغشاء الفجوي (أكوابورنات) في تدفق الماء داخل وخارج الفجوة عبر النقل النشط، ضاخةً أيونات البوتاسيوم (+K) خارج وداخل جوف الفجوة. بسبب الخاصية الأسموزية سينتشر الماء إلى داخل الفجوة وهذا يحدث ضغطا على جدار الخلية. إذا أدى فقدان الماء إلى انخفاض معتبر في ضغط الامتلاء تتعرض الخلية للبلزمة، ضغط الامتلاء المبذول من قبل الفجوات ضروري كذلك من أجل التمدد الخلوي: حين يفكك الجدار الخلوي جزئيا بفعل الإكسبانسين، يتمدد الجدار الخلوي الأقل صلابة بسبب الضغط القادم من الفجوة. ضغط الامتلاء المبذول من الفجوة أساسي كذلك لدعم النباتات التي في وضع الانتصاب. من الوظائف الأخرى للفجوة المركزية أنها تدفع جميع محتويات سيتوبلازم الخلية ضد الغشاء الخلوي، ومنه تبقي الصانعات اليخضورية قريبة من الضوء. تُخرِّن معظم النباتات في الفجوة الموادَ الكيميائيةَ التي تتفاعل مع المواد الكيميائية في الفجوة العصارية. حين تتحطم الخلية -بواسطة الحيوانات العاشبة مثلا- تتفاعل هذه المواد الكيميائية فيما بينها مشكلة مواد كيميائية سامة. في الثوم الأليين وإنزيم الأليناز مفصولان في العادة لكنهما يشكلان البصلين إذا تحطمت الخلية. تحدث عملية مشابهة لإنتاج سين-بروبانوثيال-S-أوكسيد حين يتم قص البصل.[بحاجة لمصدر]

## الفطريات
تؤدي الفجوات في الخلايا الفطرية وظائف مماثلة لنظيراتها لدى النبات ويمكن أن يكون لديها أكثر من فجوة لكل خلية. الفجوة في خلايا السكيراء الجعوية بنية ديناميكية يمكنها تغيير شكلها بسرعة، ولها دور في العديد العمليات منها استتباب الأس الهيدروجيني الخلوي وتراكيز الأيونات، تخزين الأحماض الأمينية وعديد الفوسفات وعمليات التحليل. تُنقل الأيونات السامة مثل السترونتيوم (Sr2+) والكوبالت (II) (Co2+) والرصاص (II) (Pb2+) إلى الفجوة لعزلها عن باقي الخلية.

## الحيوانات
تقوم الفجوات في الخلايا الحيوانية بأدوار ثانوية في الغالب، حيث تساهم في عمليتي الإدخال والإخراج الخلوي.الفجوات الحيوانية أصغر من الفجوات النباتية لكنها تتواجد بأعداد أكبر. كما توجد خلايا حيوانية لا تحتوي على فجوات.
الإخراج الخلوي هي عملية بثق البروتينات والليبيدات خارج الخلية، تُمتص هذه المواد من قبل حبيبات إفرازية داخل جهاز غولجي قبل أن يتم نقلها إلى الغشاء الخلوي وطرحها في المحيط خارج الخلوي. الفجوات عبارة عن حويصلات تخزين تسمح باحتواء ونقل والتخلص من البروتينات والليبيدات إلى المحيط خارج الخلوي.
الإدخال الخلوي هو العملية العكسية للإخراج الخلوي وتحدث بطرق مختلفة. البلعمة هي عملية يتم فيها ابتلاع البكتيريا والأنسجة الميتة وأجزاء من مواد مرئية تحت المجهر بواسطة الخلايا البلعمية. تتصل المواد التي ستدخل الخلية بالغشاء الخلوي الذي ينغمد تمهيدا للإدخال، الإنغماد هو غؤور يُدخل المواد المبتلعة في الفجوة الغشائية ويترك الغشاء الخلوي سليما. الاحتساء (الارتشاف الخلوي) هي نفس العملية أساسا، وتختلف في كون المواد المبتلعة سائلة وليست مرئية تحت المجهر. تحدث كلا عمليتي البلعمة والاحتساء بالاشتراك مع اليحلولات التي تكمل تفكيك المواد التي تم ابتلاعها.
السلمونيلا قادرة على البقاء حية والتكاثر في فجوات العديد من أنواع الثدييات بعد أن يتم ابتلاعها.